# Gustavus Adolphus College

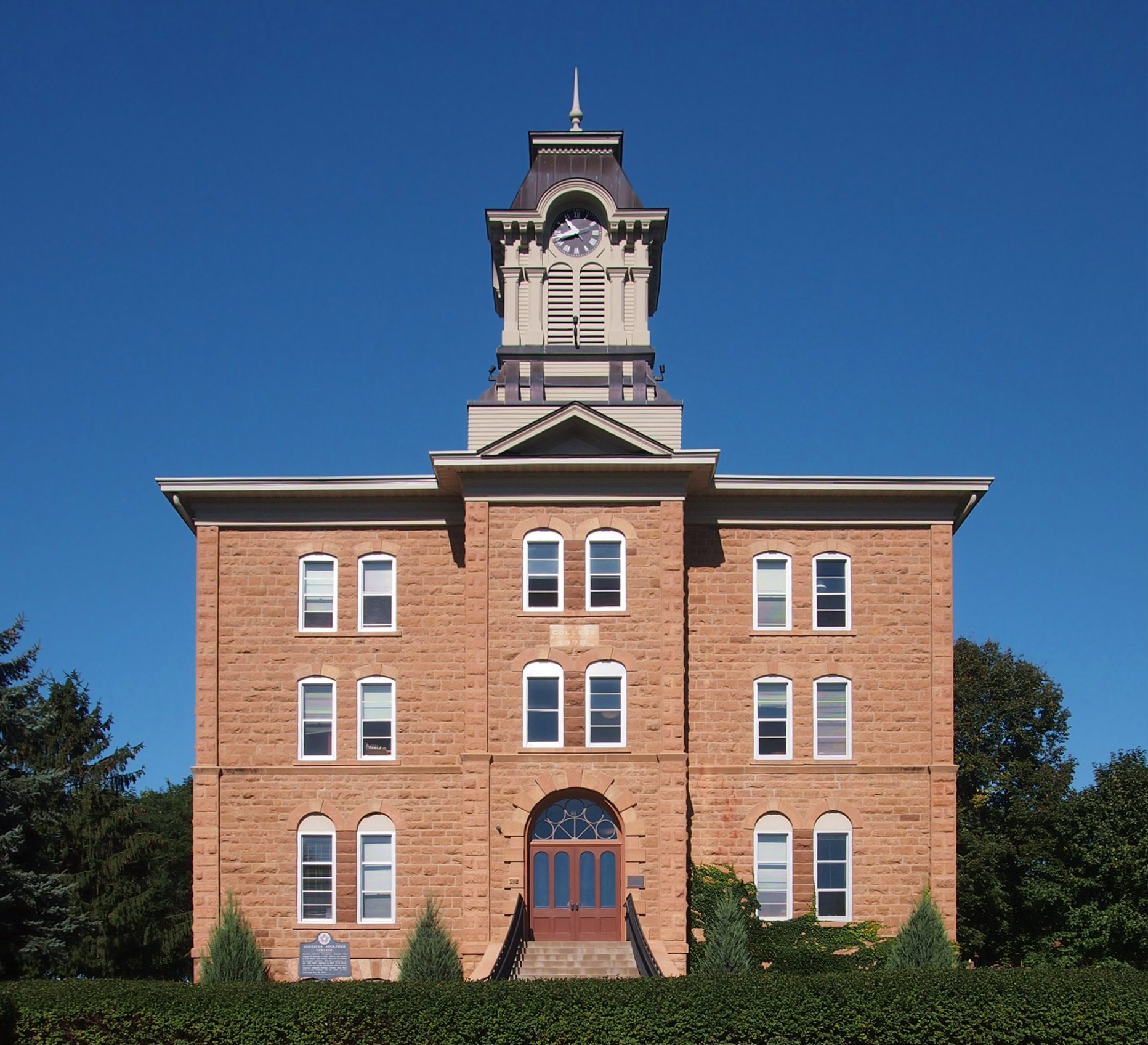
Old Main Gebäude

Das Gustavus Adolphus College in St. Peter (Minnesota) ist eine private, nicht-profitorientierte Universität, ein Liberal-Arts-College mit einer schwedisch-lutherischen Tradition. Sie wurde 1862 durch aus Schweden stammende Einwanderer gegründet und ist mit der Evangelical Lutheran Church in America verbunden. Im Herbst 2020 waren an der Hochschule 2.230 Studierende eingeschrieben, die alle auf den ersten Abschluss hinarbeiteten. 59 % waren weibliche und 41 % männliche Studierende.

## Geschichte

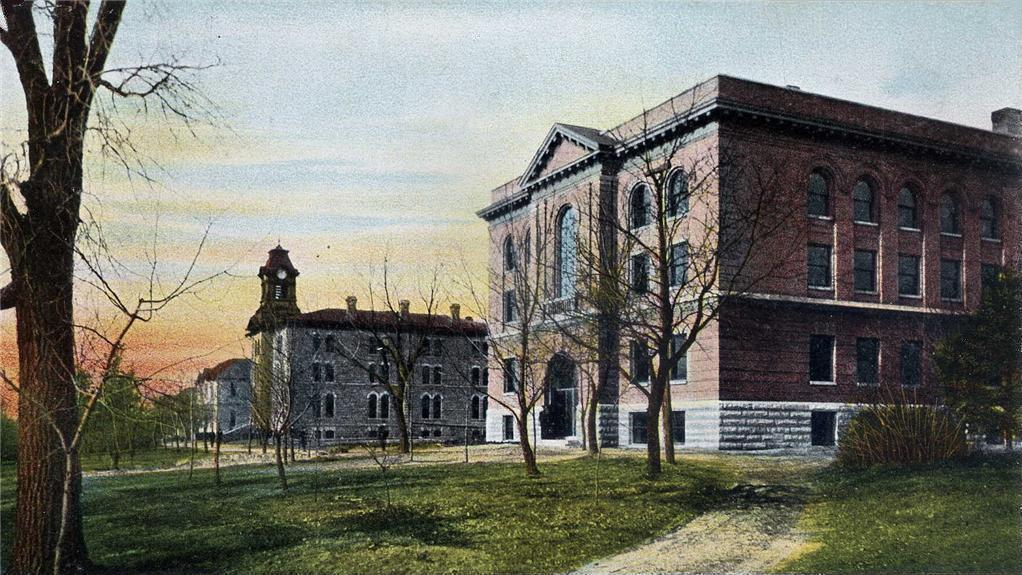
Ansicht des Campus um 1905

Die Vorgängereinrichtung wurde 1862 als lutherische Pfarrschule gegründet, die zunächst nur Schulklassen anbot als Minnesota Elementarskola. 1865 wurde die Einrichtung am 1000. Todestag des Heiligen Ansgar, des „Apostels des Nordens“, umbenannt in St. Ansgar’s Academy. Im April 1873 wurde das College wieder umbenannt in Gustavus Adolphus Literary & Theological Institute zu Ehren von König Gustav II. Adolf von Schweden. Erst 1876 wurde das College in den jetzigen Ort St. Peter verlagert, wo das erste Campusgebäude Old Main erbaut wurde.
Die jährliche Nobel-Konferenz wurde Mitte der 1960er Jahre etabliert, als eine Alfred Nobel Hall of Science zu Ehren von Alfred Nobel gebaut wurde. Den Namen unterstützte das schwedische Nobelkomitee, dessen Vertreter auch zur Eröffnung mit 26 Preisträgern kamen. Daraus entstand die Tradition einer Konferenz, die zuerst im Januar 1965 stattfand. Bisher haben 56 Konferenzen mit hochkarätigen Referenten stattgefunden.
Seit 1994 bietet die Rydell Professorship, eine Stiftungsprofessur, hochrangigen Wissenschaftlern aller Fächer und Schriftstellern, darunter Nobelpreisträger wie zuletzt 2010 Derek Walcott, die Möglichkeit, am College zu lehren.
Auf dem Campus befindet sich auch das von einem Alumnus gegründete Hillstrom Museum of Art mit einer Sammlung vorwiegend von US-amerikanischen Künstlern aus dem 19. und 20. Jahrhundert (Grant Wood, John French Sloan, Kenneth Hayes Miller, William Glackens).

## Studienangebot
Das lutherisch ausgerichtete Gustavus Adolphus College stärkt seine Studenten, um in einer gerechten und friedvollen Welt zu arbeiten. Sie wählen aus über 70 Programmen in 25 akademischen Abteilungen, zum Beispiel Physik, Classics, Theologie, Skandinavistik etc. Dazu gehören auch die geschätzten Angebote in Kunst/Kunstgeschichte, Musik, Drama und Tanz.
Die Schule bietet eine alternative interdisziplinäre Allgemeinbildung an, das als Three Crowns Curriculum bekannt ist.

## Bekannte Absolventen
- John Victor Bergquist (1877–1935), amerikanischer Komponist und Organist
- Kurt Elling (* 1967), amerikanischer Jazzsänger
- Peter Krause (* 1965), amerikanischer Schauspieler
- George Lindbeck (1923–2018), amerikanischer Theologe an der Yale University
- James M. McPherson (* 1936), amerikanischer Historiker
- Luther Youngdahl (1896–1978), Gouverneur von Minnesota